# Baroh (Mutiara Timur)
Baroh is een bestuurslaag in het regentschap Pidie van de provincie Atjeh, Indonesië. Baroh telt 446 inwoners (volkstelling 2010).